# Marbre noir de Theux
 (juin 2023).
Pour les articles homonymes, voir Theux (homonymie).
Le marbre noir de Theux est un marbre belge utilisé en sculpture. Exploité dès le XVIIe siècle, il a notamment servi à construire des mausolées et cénotaphes.

## Histoire
Au XVIIe siècle, une carrière de marbre noir était déjà exploitée à Theux par un certain Thonon, « bourgeois de Liège ». Elle était près de l'église, tout contre un énorme rocher. Les grandes plaques noires étaient, le plus souvent, envoyées à Liège, rue Saint-Remy, quartier des sculpteurs et des marbriers. La spécialité de la Belgique au point de vue marbrier était incontestablement le marbre noir. Ces marbres étaient hautement appréciés à l'étranger. Leur réputation était due à leur pureté et à l'homogénéité de la pâte. Le marbre de Theux eut une grande renommée pour la sculpture.

## Monuments en marbre noir de Theux

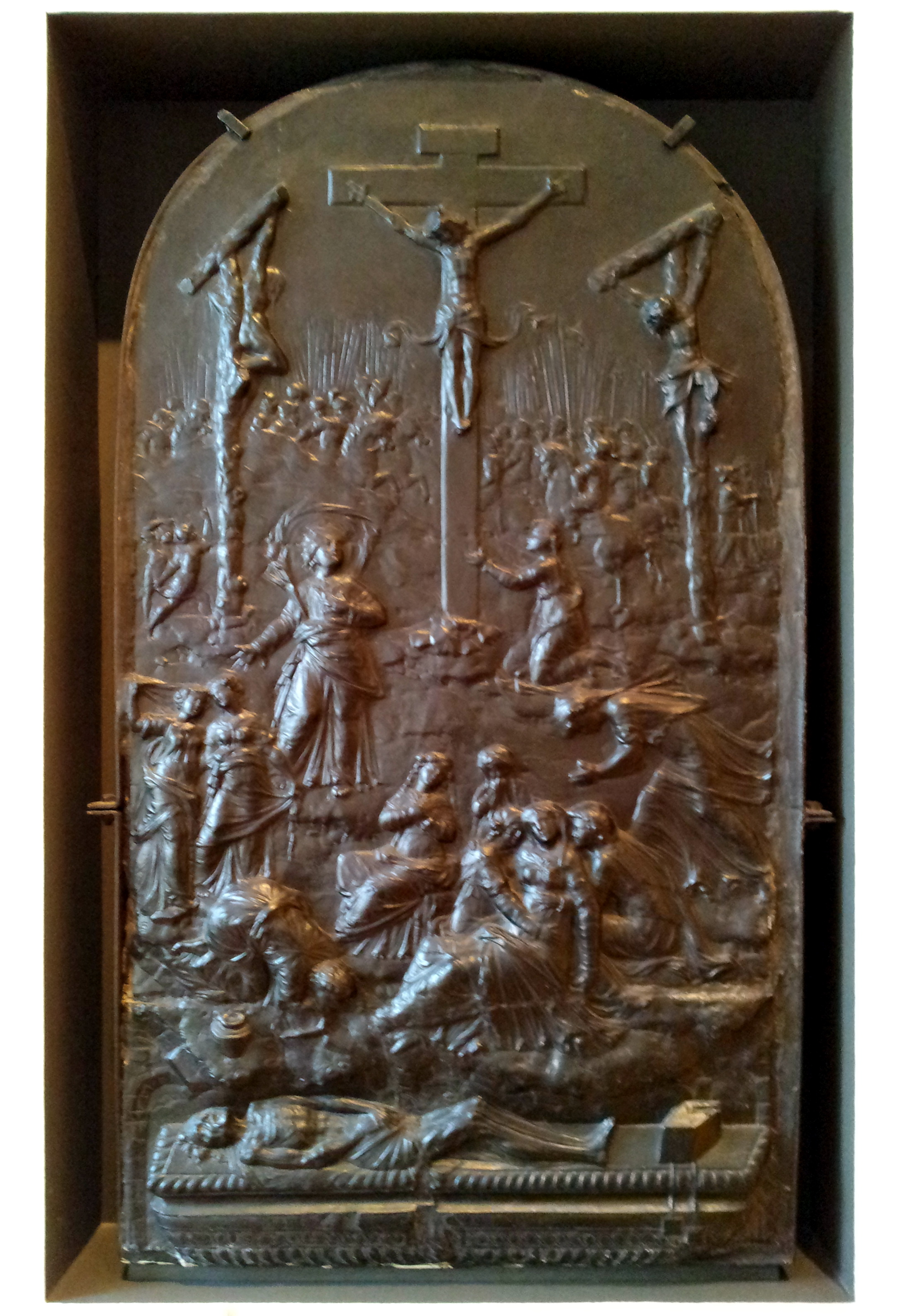
Monument funéraire avec crucifixion et gisant en marbre noir de Theux, vers 1550.

- Gisant de 1602 représentant le prévôt de la basilique Saint-Martin de Liège, Conrard de Gavre.
- Mausolée de 1625 à la mémoire de Philippe de la Marck (1548-1613) et Catherine de Manderscheid (+1593) - restauré en 1907 - Église des Prémontrés à Niederehe, près de Kerpen.
- Mausolée de 1628 à la mémoire de Sybille de Hohenzollern-Sigmaringen. Ce cénotaphe a près de 3 m de longueur, 1,50 m de largeur et 1,70 m de hauteur. Église de Schleiden, localité de l'Eifel sur l'Olef.
- Cénotaphe de 1646 à la mémoire de Catherine Reicherts (+1645), bergère puis comtesse de la Marck (1638). Le sarcophage a une longueur de 2,50 m, largeur de 1,06 m et hauteur de 1,21 m. Église du village de Mayschoss, localité de l'Eifel dans la vallée de l'Ahr.
- Bénitier du XVIIe siècle de style renaissance de l'église de Olne aux angles sculptés en forme de tête de lion.
- Monument Pierre le Grand de 1718 au pouhon du même nom à Spa.  Il est gravé d’un texte de reconnaissance  du tsar surmonté d’un médaillon en albâtre portant les armoiries impériales. Une reproduction d'époque figure dans le recueil des bourgmestres de Liège, 1720, gravée par Servais Albert Xhrouet.
- Échantillons des marbres des régions des Pays-Bas autrichiens sous la forme stylisée d'une rose des vents de pavement de la salle de la rotonde du palais Charles de Lorraine, vers 1757, Bruxelles
- portail et bénitiers de l'église Saints-Hermès-et-Alexandre de Theux.
- de très nombreuses pièces de marbre noir de Theux sont conservées à Trèves (appelée Secunda Roma par les Romains de l'Antiquité) et également au musée de Koln.